# Prionailurus
Prionailurus és un gènere de felins que inclou diverses espècies asiàtiques petites. Els animals d'aquest gènere es diferencien dels del gènere Felis per la cua més gruixuda i considerablement més curta que el cos, el musell més curt i els ulls grossos. Tot això els dona un aspecte que, en el cas del gat capplà, pot arribar a resultar inusual.